# Pierre Daumesnil

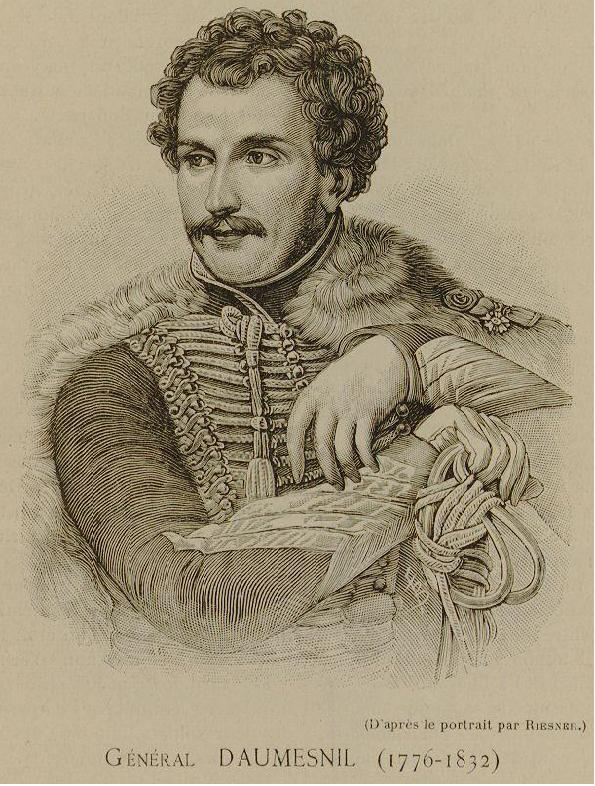
Pierre Daumesnil

Pierre Yrieix Daumesnil, född 1776 i Périgueux, död 1832 i Vincennes, var en fransk militär. 